# 南昌荘

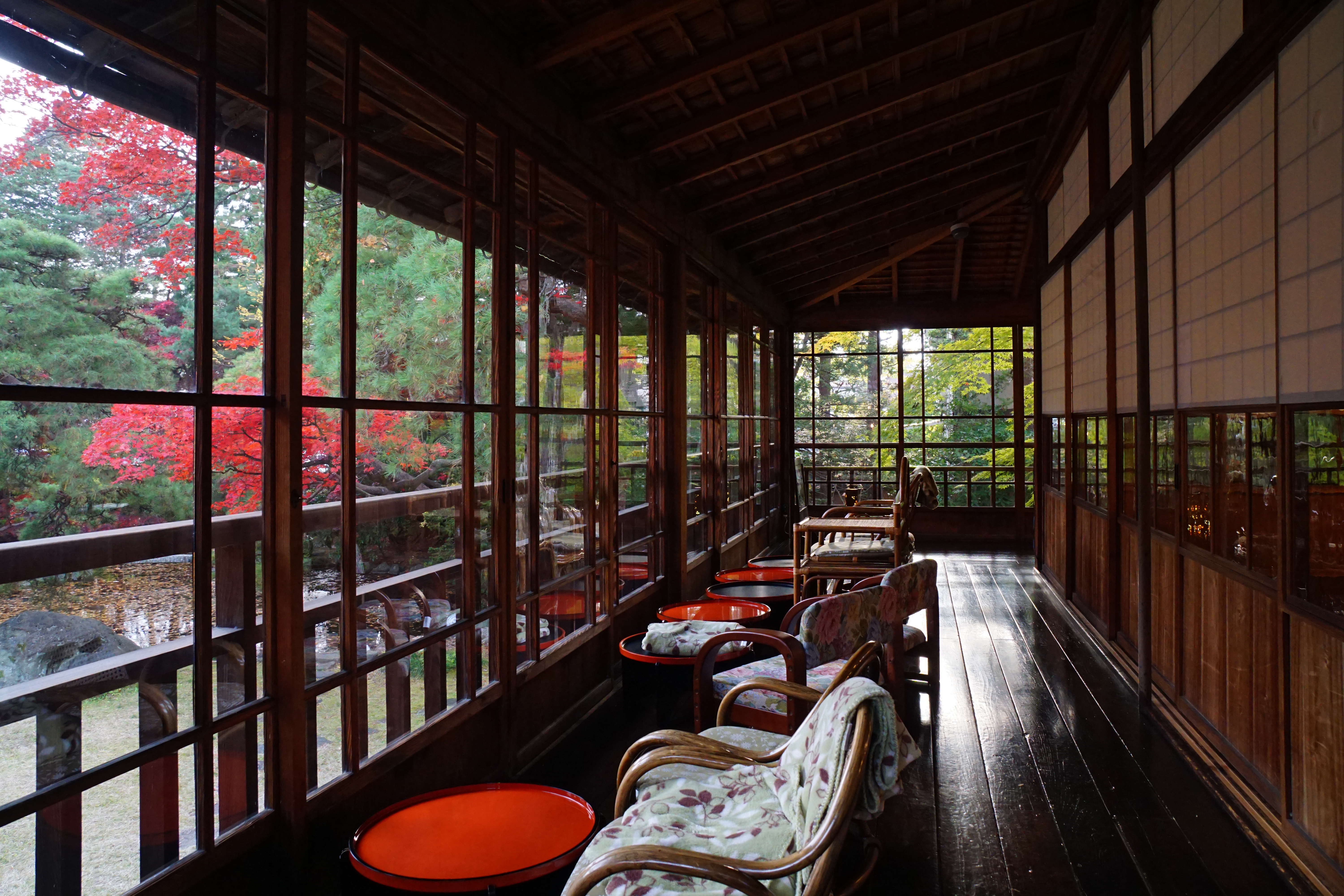
「松鶴の間」の前の廊下

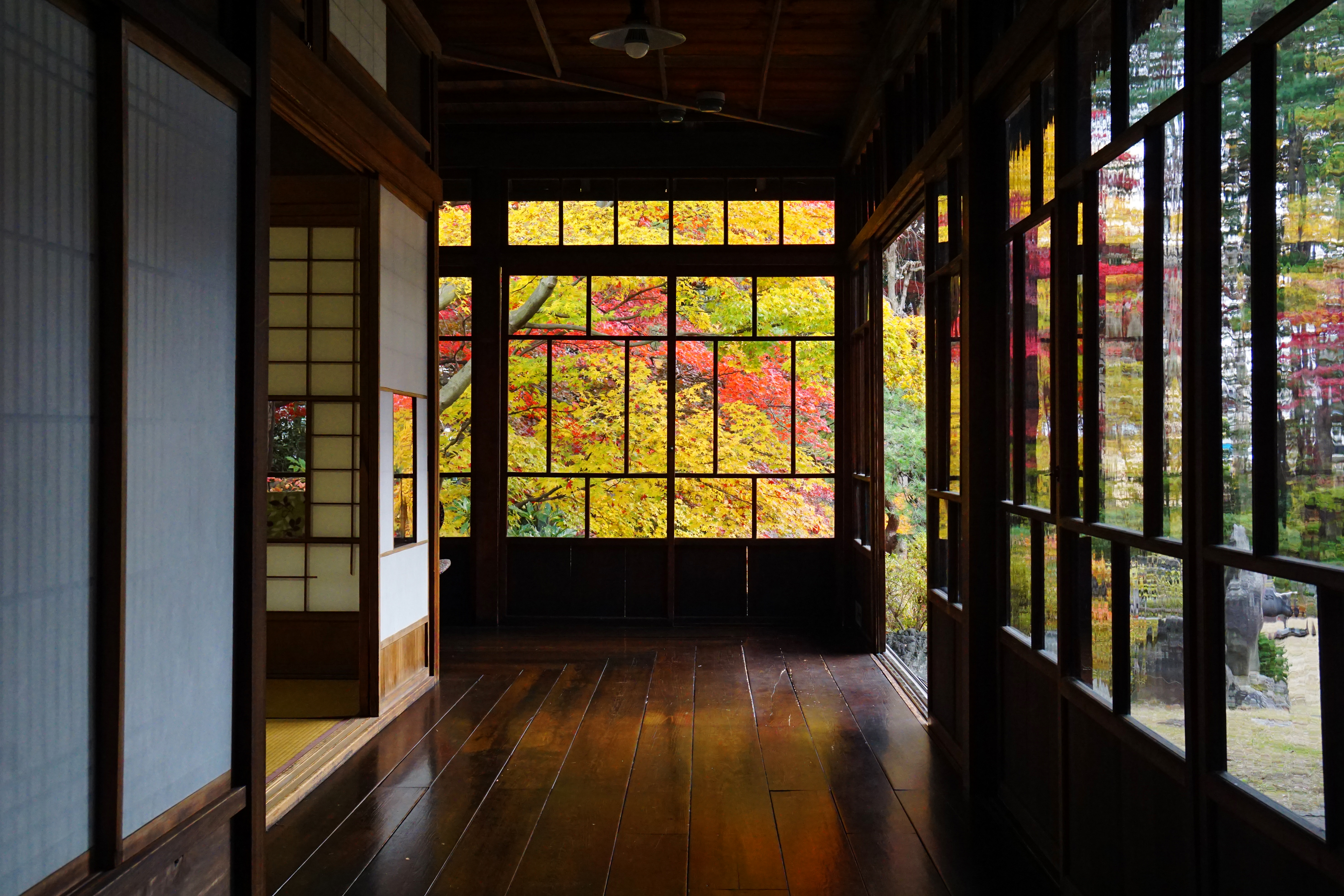
「南昌の間」の前の廊下

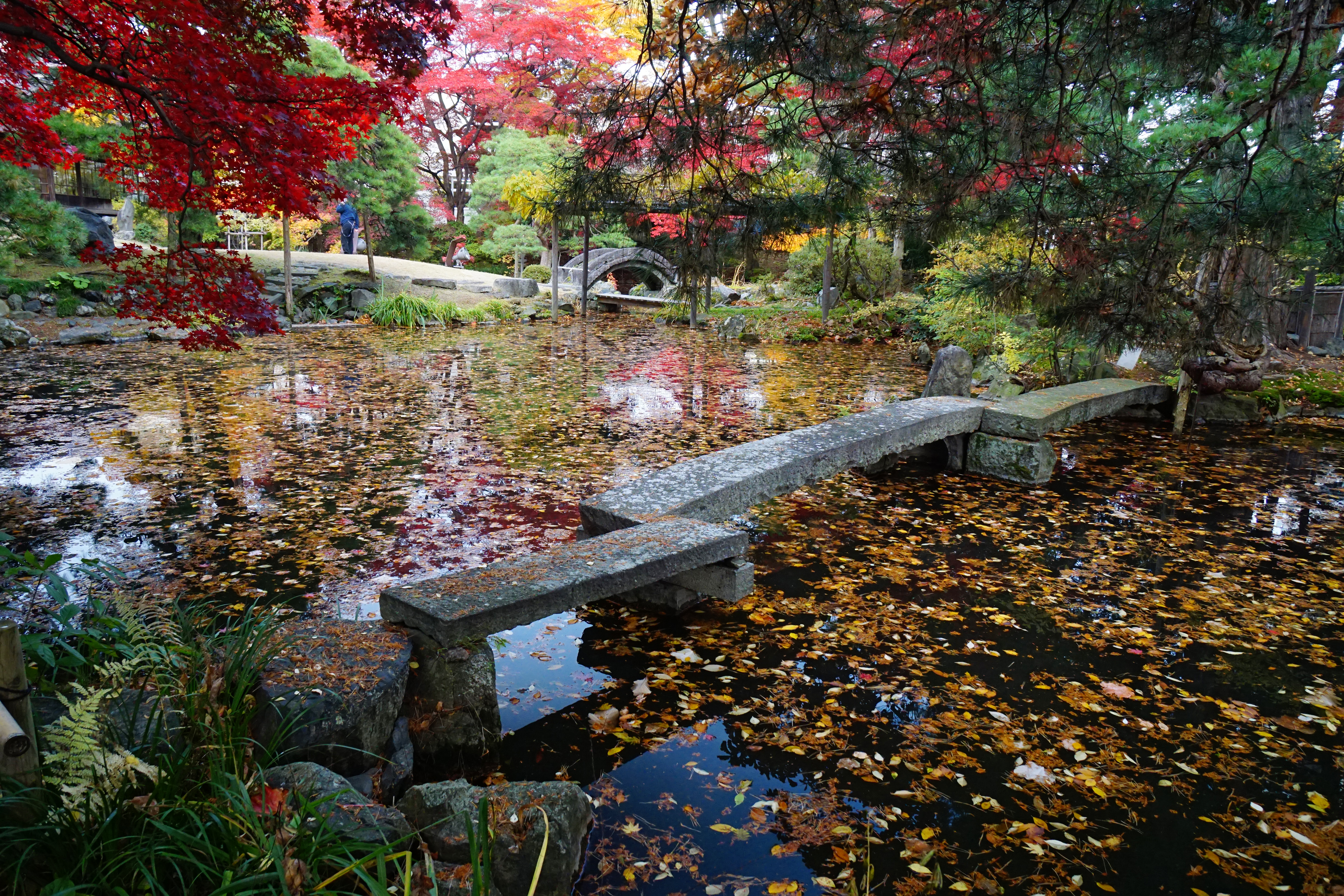
庭園

南昌荘（なんしょうそう）は、岩手県盛岡市清水町にある近代和風の歴史的建造物である。盛岡市保護庭園・保存建造物、および庭園が国登録記念物に登録されている。

## 歴史
- 1885年 - 荒川鉱山の経営者である瀬川安五郎の自邸として竣工。
- 1907年 - 第5代盛岡市長大矢馬太郎が南昌荘を取得。
- 1908年
  - - 原敬夫妻が1か月滞在
  - - 伊藤博文が韓国皇太子李垠とともに盛岡市を来訪の折、南昌荘で園遊会を開催
- 1910年 - 盛岡銀行の実質経営者であった金田一勝定が南昌荘を取得。
- 呉服卸商（現・赤澤繊商）の赤澤多兵衛の所有を経て、1987年にいわて生活協同組合の所有となる。
- 2000年
  - 4月29日 - 一般公開開始[1]
  - 5月16日 - 盛岡市保護庭園に指定[2]
- 2005年11月29日 - 盛岡市保存建造物に指定[2]
- 2015年1月26日 - 国登録記念物に登録[3]

## 利用情報
- 開館時間
  - 夏期（4月1日から11月30日まで） - 10時から17時まで
  - 冬期（12月1日から3月31日まで） - 10時から16時まで
- 休館日 – 月曜、火曜、年末年始（※祝日の月曜は開館）

## 交通アクセス
- JR 盛岡駅 徒歩25分
- JR 盛岡駅から岩手県交通バスで「[314]浅岸線:水道橋行き」に乗車し「下ノ橋町」下車、徒歩5分。

## 周辺
- 旧石井県令私邸
- 盛岡劇場
- もりおか啄木・賢治青春館
- 岩手銀行赤レンガ館
- プラザおでって